# Berkhout

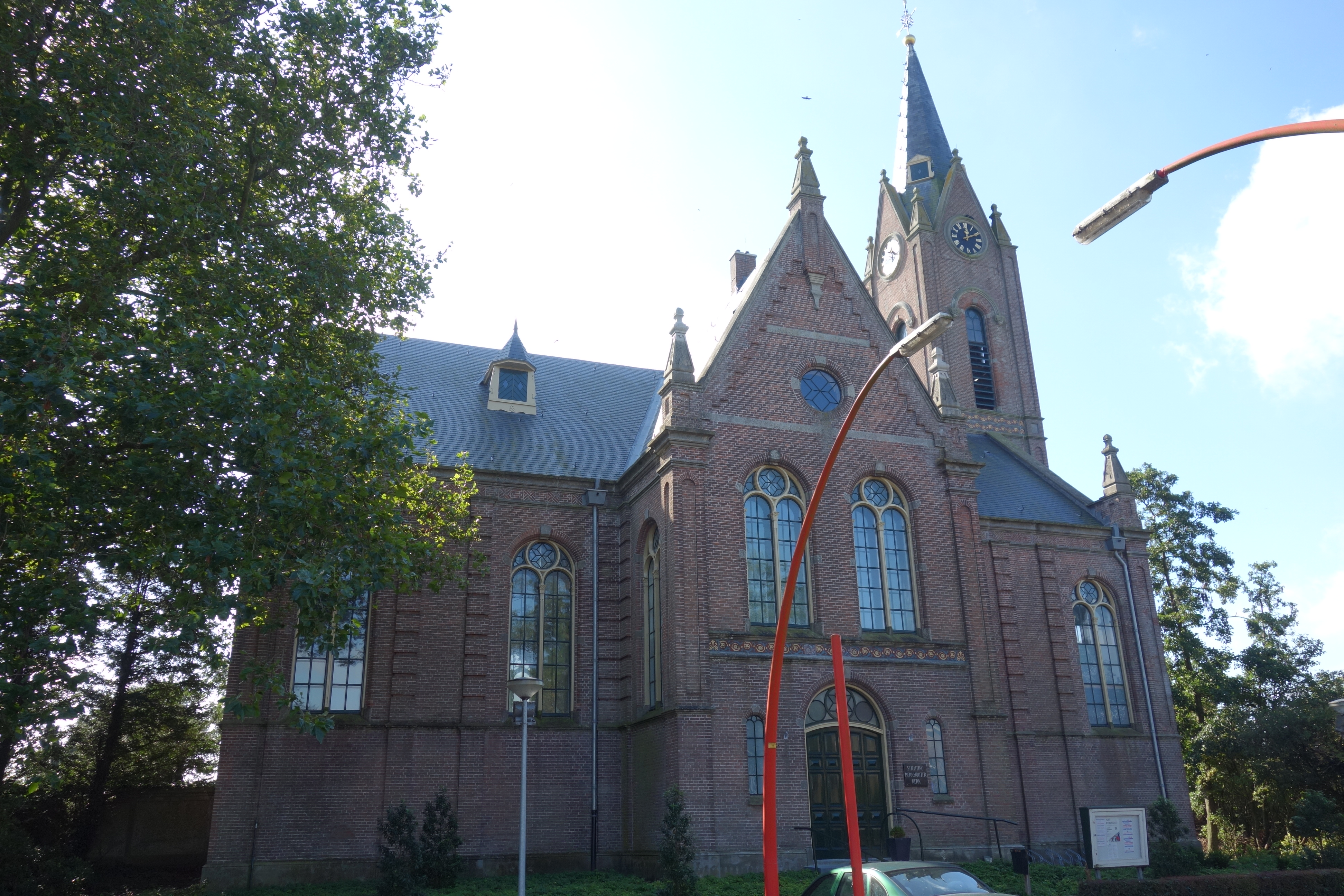
Berkhout: la Hervormde Kerk

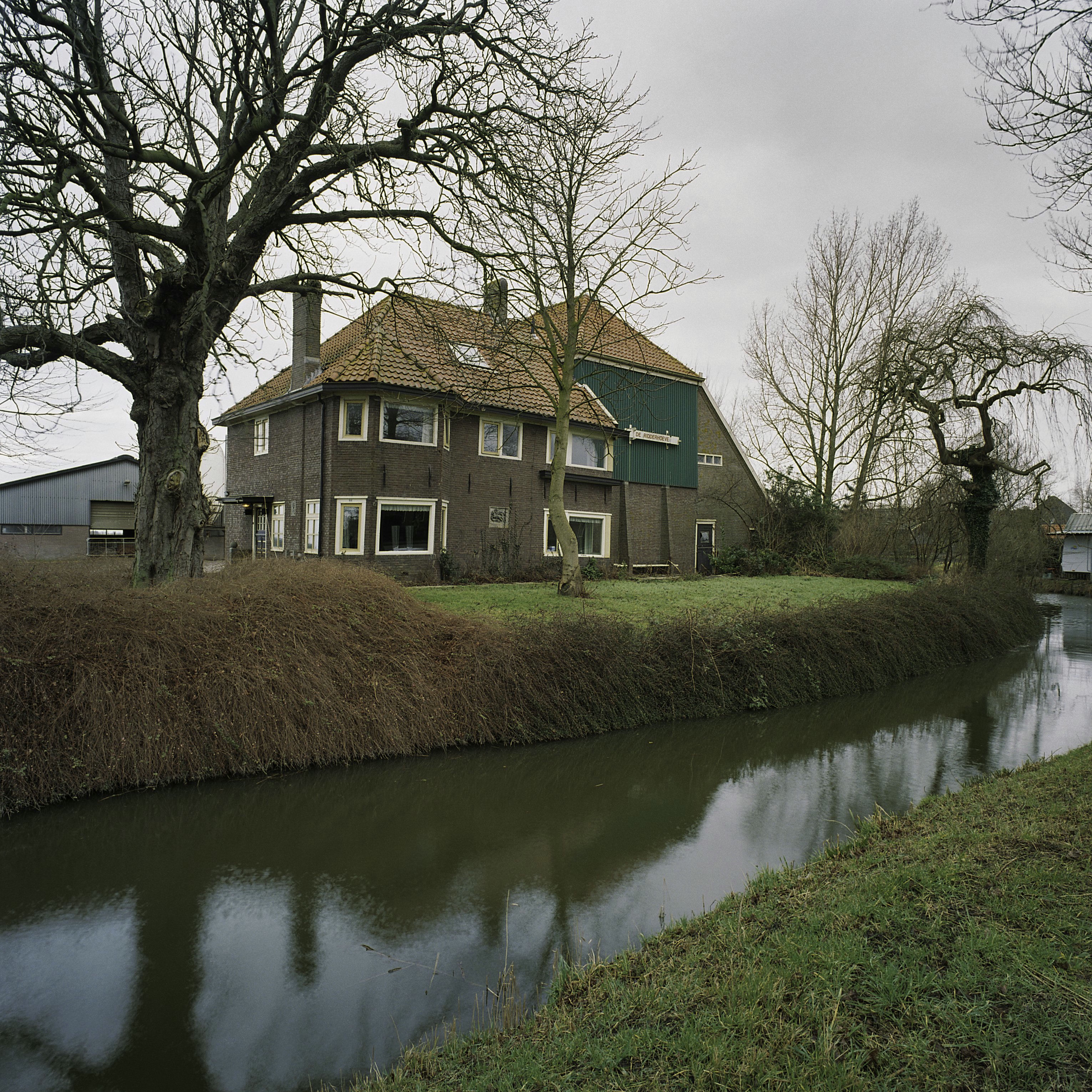
Fattoria a Berkhout

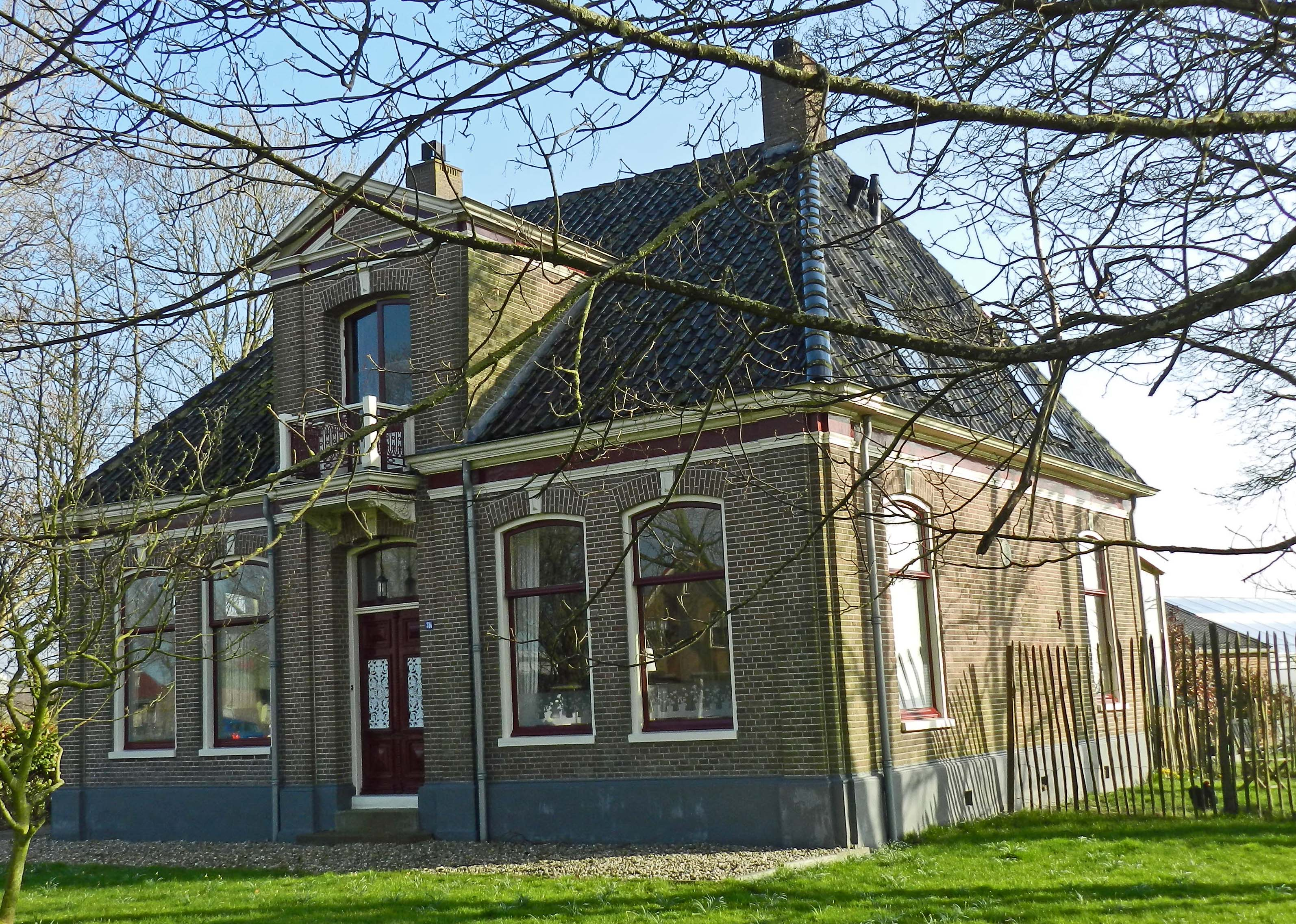
Berkhout: la Troostwijk

Berkhout è un villaggio (dorp) di circa 2500-2600 abitanti del nord-ovest dei Paesi Bassi, facente parte della provincia di Olanda Settentrionale (Noord-Holland) e situato in prossimità della costa che si affaccia sullo Hoornsche Hop (parte del Markermeer), nella regione della Frisia Occidentale (West-Friesland) Dal punto di vista amministrativo, si tratta di un ex-comune, dal 1979 accorpato alla municipalità di Wester-Koggenland, comune a sua volta accorpato nel 2006 alla municipalità di Koggenland.

## Geografia fisica

### Territorio
Berkhout si trova a pochi chilometri a ovest/sud-ovest di Hoorn, in prossimità della località di Avenhorn, De Goorn (situate a ovest/sud-ovest di Berkhout), Groote Waal (situata a sud di Berkhout) e Wognum (situata a nord di Berkhout).
Il villaggio occupa una superficie di 18,33 km², di cui 0,79 km² sono costituiti da acqua.

## Origini del nome
Il toponimo Berkhout, attestato anticamente come Berchout (1312), Berchout (1387) e Berckhout (1745), si compone del termine berk, che significa "betulla", e del termine hout, che indica una foresta con alberi alti.

## Storia

### Dalle origini ai giorni nostri
La località venne menzionata per la prima volta come Berchout in un documento del 1312.
Tra il 1408 e il 1811 Berkhout fece parte della giurisdizione alle dipendenze di Hoorn nota come "De Veenhop", che comprendeva anche i villaggi di Avenhorn, Beets, Grosthuizen, Oudendijk, Schardam e Scharwoude.
La località venne citata come comune autonomo a partire dal 1802-1803.

### Simboli
Nello stemma di Berkhout è raffigurato San Giorgio.

## Monumenti e luoghi d'interesse
Berkhout vanta 7 edifici classificati come rijksmonument.

### Architetture religiose

#### Hervormde Kerk
Principale edificio religioso di Berkhout è la Hervormde Kerk ("chiesa protestante"), situata nel Kerkebuurt e realizzata nel 1884 su progetto dell'architetto A. Stuuwesuyk.
Nel campanile della chiesa si trova un orologio meccanico risalente al 1904.

### Architetture civili

#### Troostwijk
Altro edificio storico di Berkhout è la Troostwijk, situata lungo la Westeinde e risalente al 1875.

## Società

### Evoluzione demografica
Al censimento del 2020, Berkhout contava una popolazione pari a 2 580 abitanti.
La popolazione al di sotto dei 16 anni era pari a 360 unità, mentre la popolazione dai 65 anni in su era pari a 620 unità.
La località ha conosciuto un progressivo incremento demografico a partire dal 2017, quando contava 2 395 unità.

## Cultura

### Eventi
- Amusementtocht (in una domenica di fine giugno)[3]

## Geografia antropica

### Suddivisioni amministrative
buurtschappen
- Bobeldijk (in gran parte)
- De Hulk (in parte)
- Lekermeer (in parte)
- Oosteinde